# Ugo Gobbato
Ugo Gobbato (Volpago del Montello, 16 de julio de 1888 - Milán, 28 de abril de 1945) fue un ingeniero italiano y director general de Alfa Romeo de 1933 a 1945.

## Biografía
Estudió en Alemania, donde se licenció en ingeniería mecánica en la Universidad Técnica de Zwickau en Sajonia. Tras cumplir el servicio militar entre 1915 y 1918, fue contratado por Fiat convirtiéndose en el primer director de la fábrica de Lingotto. De 1929 a 1931, siguió la construcción de fábricas Fiat en Alemania y España y de nuevo en 1931, por designación directa del fundador de Fiat y senador Giovanni Agnelli (1866-1945), se le encargó la construcción de la fábrica de Moscú, ciudad en la que vivió más de dos años.
De vuelta a Italia en 1933, el Gobierno y el Istituto per la Ricostruzione Industriale (IRI) le encargaron la tarea de reorganizar Alfa Romeo, que se enfrentaba a la quiebra. A partir de 1938 dirigió el desarrollo de una nueva fábrica en Alfa Romeo Pomigliano d'Arco plant a las afueras de Nápoles, bombardeada en 1943. De vuelta a Milán, dirigió la empresa hasta que fue asesinado en Milán el 28 de abril de 1945, inmediatamente después de la guerra. Le sucedió como director de Alfa Pasquale Gallo (1887-1982).
Ugo se casó en 1916 con Dianella y fue el padre del piloto de carreras Pier Ugo Gobbato (1918-2008).